# Igney (Vosges)
Igney település Franciaországban, Vosges megyében. Lakosainak száma 1143 fő (2022. január 1.). Igney Frizon, Nomexy, Thaon-les-Vosges és Vaxoncourt községekkel határos.

## Népesség
A település népességének változása:
| Lakosok száma | 1181 | 1165 | 1206 | 1168 | 1165 | 1160 | 1156 | 1152 | 1143 |
|               | 2013 | 2015 | 2016 | 2017 | 2018 | 2019 | 2020 | 2021 | 2022 |